# Comuna Krasivka, Berdîciv
Krasivka (în ucraineană Красівська сільська рада) este o comună în raionul Berdîciv, regiunea Jîtomîr, Ucraina, formată din satele Dubivka și Krasivka (reședința).

## Demografie
Componența lingvistică a satului Krasivka
     Ucraineană (98,82%)
     Rusă (1,03%)
Conform recensământului din 2001, majoritatea populației satului Krasivka era vorbitoare de ucraineană (98,82%), existând în minoritate și vorbitori de rusă (1,03%).